# Stay (singel Jaya Seana)
Stay – trzeci singel pochodzący z drugiego albumu studyjnego My Own Way brytyjskiego wokalisty Jaya Seana. Piosenkę wydano 7 lipca 2008 roku.

## Track listy
| #                           | Tytuł                                                                        | Czas |
| --------------------------- | ---------------------------------------------------------------------------- | ---- |
| Digital CD1: Island         |                                                                              |      |
| 1.                          | "Stay" [Album version]                                                       | 3:39 |
| 2.                          | "Stay" [Boy Better Know Remix] (featuring Frisco, Skepta, Chipmunk & Jammer) | 3:37 |
| Maxi CD/Digital CD2: Island |                                                                              |      |
| 1.                          | "Stay" [Album version]                                                       | 3:39 |
| 2.                          | "Never Been In Love"                                                         | 3:21 |
| 3.                          | "Stay" [Boy Better Know Remix]                                               | 3:41 |
| 4.                          | "Stay" [Soundbwoy Remix]                                                     | 3:37 |
| 5.                          | "Stay" [Dubai Shadow Desi Remix] (featuring Anushka Manchanda)               | 4:03 |

## Teledysk
Tworzony był w trakcie tworzenia teledysku do piosenki "Maybe". 5 maja 2008 roku klip był dostępny na Youtube, a tydzień później na kanale muzycznym The Box.

## Notowanie
| Notowanie                | Najwyższa pozycja |
| ------------------------ | ----------------- |
| Wielka Brytania Download | 67                |
| Wielka Brytania          | 59                |
| Turcja                   | 23                |
| Portugalia               | 18                |
| Europa                   | 269               |